# Brkovi
Brkovi predstavljaju skup gustih i jakih dlaka u zoni lica i nalaze se između nosa i gornje usne. Rast brkova i brade je odlika muškaraca i tipična je sekundarna seksualna karakteristika muškaraca i simbol muževnosti. 
Do njihovog razvitka najčešće dolazi u periodu adolescencije ili ipak u ranoj mladosti, tokom ranih dvadesetih godina starosti osoba. Postoji mnogo tipova brkova.
Iako je verovatnoća uglavnom mala, nekom manjem procentu žena, nakon menopauze, mogu takođe početi nicati manje ili veće dlačice u zoni brkova ili brade.

## Galerija
- Salvador Dali, španski slikar
- Vilijam Hauard Taft, predsednik SAD